# 5-й Берлинский международный кинофестиваль
5-й Берлинский международный кинофестиваль прошёл с 24 июня по 5 июля 1955 года в Западном Берлине.

## Конкурсная программа
- Кармен Джонс, режиссёр Отто Преминджер
- Потерянный континент, режиссёр Энрико Грас, Джорджо Мосер и Леонардо Бонци
- Крысы, режиссёр Роберт Сьодмак
- В тени Каракорума, режиссёр Евген Шумахер
- Марселино, хлеб и вино, режиссёр Ладислао Вайда
- Пантомимы, режиссёр Пол Павио
- Сиам – страна и люди, режиссёр Ральф Райт
- Исчезающая прерия, режиссёр Джеймс Элгар
- Плотники леса, режиссёр Хайнц Зильманн

## Награды
- Золотой медведь:
  - Крысы, режиссёр Роберт Сьодмак
- Серебряный медведь:
  - Марселино, хлеб и вино, режиссёр Ладислао Вайда
- Бронзовый медведь:
  - Кармен Джонс, режиссёр Отто Преминджер
- Большой золотой приз:
  - Исчезающая прерия, режиссёр Джеймс Элгар
- Большой серебряный приз:
  - Потерянный континент, режиссёр Энрико Грас, Джорджо Мосер и Леонардо Бонци
- Большой бронзовый приз:
  - В тени Каракорума, режиссёр Евген Шумахер
- Малый золотой приз:
  - Плотники леса, режиссёр Хайнц Зильманн
- Малый серебряный приз:
  - Сиам – страна и люди, режиссёр Ральф Райт
- Малый бронзовый приз:
  - Пантомимы, режиссёр Пол Павио